# Голобородько Євдокія Петрівна
Євдокія Петрівна Голобородько (нар. 14 березня 1937, село Проценкове Херсонського району Одеської області, нині у межах смт Зеленівка Херсонської міської ради, Україна) — учений-педагог, доктор педагогічних наук (1991), професор (1993), член-кореспондент Національної академії педагогічних наук України (1994), заслужений діяч науки і техніки України (2011), дійсний член Академії педагогічних і соціальних наук, дійсний член і член програмного комітету Міжнародної слов'янської академії освіти імені Я. А. Коменського (Тирасполь), академік Української академії акмеології. Вважається одним з провідних українських науковців-педагогів.

### Життєпис
Вона була десятою дитиною у селянській сім'ї. Закінчила Херсонський педагогічний інститут (1960). Відтоді вчителювала в середній школі-інтернаті № 1 у Херсоні (вихователь, вчитель української мови і літератури) та у Бериславському педагогічному училищі (1964–1967).
З 1967 працює у Херсонському педагогічному інституті: заступник декана філологічного факультету (1971–1975, 1977–1980), завідувачка кафедрою сучасної російської мови (1980–1985) та лінгводидактики (1992—2002), професор кафедри слов'янських мов і методик їх викладання (від 2002).
Дружина Юрія Голобородька, члена спілки письменників України, Заслуженого журналіста України; мати Ярослава Голобородька [Архівовано 9 серпня 2020 у Wayback Machine.], доктора філологічних наук, професора та Костянтина Голобородька, доктора філологічних наук, професора.
Діяльність
41 рік працювала Є. П. Голобородько в Херсонському державному університеті. Нині професор КВНЗ «Херсонська академія неперервної освіти». Євдокія Петрівна виховала не одну плеяду учителів, завучів, директорів середніх навчальних закладів різних типів, керівників освітянських установ, учених, які працюють на різноманітних посадах (проректори, директори  інститутів, завідувачі кафедрами, викладачі вузів тощо) не лише в Україні, а й у країнах СНД, Західної Європи, Близького Сходу, Америки.
Має свою наукову школу. Під її керівництвом підготовлено 4 доктори педагогічних наук і 28 кандидатів педагогічних наук. Є членом спеціалізованої вченої ради по захисту докторських і кандидатських дисертацій (Херсонський державний університет).
Виступає опонентом, рецензентом при захисті дисертацій, надсилає відгуки про наукові дослідження.
У книзі «Літопис сучасної науки й освіти України: Наукові школи, авторські системи і концепції» представлена наукова школа професора Є. П. Голобородько.
Євдокія Петрівна входить до складу опікунської ради Бібліотеки-філії № 6 Херсонської централізованої бібліотечної системи

### Наукова робота
На сьогоднішній день у академіка Євдокії Голобородько близько 400 публікацій з проблематики середньої та вищої школи, підготовки учителів-словесників, виховної роботи та розвитку педагогічної майстерності в умовах післядипломної освіти. Серед них — колективні монографії, шкільні підручники російської мови для 5-9 класів, розробки уроків, методичні посібники, статті, рецензії. Наукові дослідження з методики викладання російської та української мов, проблем загальної педагогіки.
Євдокія Голобородько є автором низки шкільних підручників та посібників для учителів, зокрема «Уроки русского языка в 5–6 классах» (1986), підручники з російської мови для 5-9 класів (Київ), методичні посібники «Изучение русского языка в 6 классе» (2003, співавтор), «Уроки русского языка в 10 классе» (2003, співавтор), «Рідна мова. Методичні поради. Розробки уроків» (2005, співавтор; Харків) та багатьох інших.

### Нагороди
Професор Є. П. Голобородько нагороджена почесними грамотами Верховної Ради України, Міністерства освіти України, Національної АПН України, почесними знаками «Відмінник народної освіти УзРСР», «Відмінник освіти України», медалями «Ветеран праці», «За наукові досягнення», «К. Д. Ушинський», медаллю Пушкіна, Золотою медаллю "60 років Товариства «Знання України», медаллю Г. С. Сковороди та ін.

### Головні наукові праці
1.    Акме-педагогіка, акме-менеджмент освіти та акме-інновації у вихованні: монографія / В. М. Антонов, Є. П. Голобородько, Ю. В. Антонова-Рафі ; Нац. техн. ун-т України «Київ. політехн. ін-т ім. І. Сікорського», Комун. ВНЗ «Херсон. акад. неперерв. освіти» Херсон. облради, Укр. акад. акмеології. — Харків, 2018.
2.    Голобородько, Є. П. Загальні питання інтерактивного навчання. Збірник наукових праць: Інтерактивне навчання: Досвід впровадження. –Херсон, 2000.
3.    Голобородько, Є. П. Когнітивні параметри діяльності вчителя-словесника / Є. П. Голобородько // Збірник наукових праць. Педагогічні науки. — Херсон, 2006.
4.    Голобородько, Є. П. Навчально-методичний посібник «Шкільний курс російської мови методика його викладання» / Є. П. Голобородько, Г. О Михайловська. — Херсон: Вид-во ХДПУ, 2002. — 24 с.
5.    Голобородько, Є. П. Педагогічна онтософія: проблеми і перспективи: наук.-пед. праці: у 2 т. / упоряд. С. В. Глущук, С. В. Коростельова, С. В. Мунтян. — Херсон: ВАТ ХМД, 2007.
6.    Голобородько, Є. П. Спілкування: види, функції, засоби / Є. П. Голобородько // Збірник наукових праць. Педагогічні науки. Херсон, 2006.
7.    Голобородько, Є. П. Сучасні акценти педагогіки вищої школи / Є. П. Голобородько // Метода: зб. наук. праць. — Херсон, 2007.
8.    Голобородько, Е. П. Уроки русского языка в 5 — 6 классах [Текст]: пособ. для учителя / Е. П. Голобородько. — К. : Рад. шк., 1986. — 224 с.
9.    Голобородько, Є. П. Історичні передумови становлення акме-педагогіки // Таврійський вісник освіти, 2017. — № 1.
10. Голобородько, Є. П. Особливості фахівця у ВЗО на сучасному етапі / Є. П. Голобородько // Метода: зб. наук. праць. — 2007. — № 1.
11. Голобородько, Є. П. Сергій Омельчук: портрет чоловіка у шкільному інтер'єрі / Є. П. Голобородько // Методичні діалоги. — 2006. — № 12.
12. Голобородько, Є. П. Сучасні аспекти професійного становлення: реалії і перспективи // Педагогічний альманах, 2010. — № 5.